# Genocidi uigur
Es parla de genocidi uigur quan estudiem les violacions dels drets humans en curs contra el poble uigur i altres minories ètniques i religioses al Turquestan Oriental que sovint es caracteritzen com a genocidi perpetrades pel govern xinès. A partir del 2014, el govern de la Xina, sota l'administració Xi Jinping, secretari general del Partit Comunista Xinès (PCC), va empresonar més d'un milió de musulmans turcs sense cap procés legal als camps d'internament. Les operacions entre 2016 al 2021 van ser dirigides pel secretari del PCC de Xinjiang , Chen Quanguo, que va augmentar dràsticament l'escala i l'abast dels camps. Es tracta de la detenció més gran de minories ètniques i religioses des de la Segona Guerra Mundial. Els experts calculen que, des del 2017, unes setze mil mesquites han estat arrasades o malmeses, i centenars de milers de nens han estat separats per la força dels seus pares i enviats a internats.
Les polítiques governamentals han promogut la detenció arbitrària de uigurs en camps d'internament promoguts per l'estat, treballs forçats supressió de pràctiques religioses uigurs, adoctrinament polític, maltractaments greus, esterilització forçosa, contracepció forçosa, i avortament forçat. Les estadístiques del govern xinès van informar que del 2015 al 2018, les taxes de natalitat a les regions majoritàriament uigurs de Hotan i Kaixgar van caure més d'un 60%. En el mateix període, la natalitat de tot el país va disminuir un 9,69%. Les autoritats xineses van reconèixer que les taxes de natalitat van baixar gairebé un terç el 2018 a Xinjiang, però van negar els informes d'esterilització forçosa i genocidi. Les taxes de natalitat a Xinjiang van caure un 24% més el 2019, en comparació amb una disminució del 4,2% a tot el país.
Aquestes accions han estat descrites com l'assimilació forçosa de Xinjiang, o com un etnocidi o genocidi cultural, o també com a genocidi en general. Els que acusen la Xina de genocidi assenyalen els actes intencionats comesos pel govern xinès que infringeixen l'article II de la Convenció del Genocidi el qual prohibeix "els actes comesos amb la intenció de destruir, en la seva totalitat o en part", un "grup racial o religiós", incloent-hi "causar danys corporals o mentals greus als membres del grup" i "mesures adreçades a prevenir els naixements dins del grup".
El govern xinès nega haver comès abusos contra els drets humans a Xinjiang. En una Avaluació de l'Oficina de Drets Humans de l'ONU, les Nacions Unides (ONU) van afirmar que les polítiques i accions de la Xina a la regió de Xinjiang poden ser crims contra la humanitat, tot i que no va utilitzar el terme genocidi. Les reaccions internacionals han variat. El 2020, 39 estats membres de l'ONU van fer declaracions al Consell de Drets Humans de les Nacions Unides criticant les polítiques de la Xina, mentre que 45 països van expressar el seu suport a les polítiques de la Xina i s'oposaven a ""la politització de les qüestions de drets humans i els dobles estàndards". El desembre de 2020, un cas portat a la Cort Penal Internacional (CPI) va ser arxivat perquè els crims suposats semblaven haver estat "comesos únicament per nacionals de la Xina dins del territori de la Xina, un Estat que no és part de l'Estatut de Roma", és a dir, la CPI no els va poder investigar. Els Estats Units han declarat que els abusos dels drets humans són un genocidi, anunciant el seu descobriment el 19 de gener de 2021. Des de llavors, els poders legislatius de diversos països han aprovat mocions no vinculants que descriuen les accions de la Xina com a genocidi, com la Cambra dels comuns del Canadà, el Estats Generals dels Països Baixos la Cambra dels Comuns del Regne Unit el Seimas de Lituània, i l'Assemblea Nacional de França. Altres parlaments, com els de Nova Zelanda i Bèlgica i la República Txeca van condemnar el tractament dels uigurs pel govern xinès com a "abusos greus dels drets humans" o crims contra la humanitat.